# Юра Гнат Петрович
Юра́ Гнат Петро́вич (27 грудня 1887  (8 січня 1888) , Федвар, Олександрійський повіт, Херсонська губернія, Російська імперія  — 18 січня 1966 , Київ, Українська РСР, СРСР ) — український радянський театральний режисер, актор театру і кіно. Народний артист УРСР, народний артист СРСР (1940). Лауреат двох Сталінських премій другого ступеня (1949, 1951). Депутат Верховної Ради УРСР 1–5 скликань (1938—1963).

## Біографія
Народився 27 грудня 1887 (8 січня 1888) року в селі Федвар (тепер село Підлісне Олександрівського району Кіровоградської області).
З 1907 на професійній сцені в трупі С. Максимовича, де зустрів свого творчого побратима та товариша Семена Семдора. Далі Юра грав у театрі товариства «Руської Бесіди» у Львові (1913—1914), у Молодому театрі (1917) і в Театрі ім. Т. Шевченка в Києві (1919). Від 1920 в Театрі імені Івана Франка, створеному під опікою УГА у Вінниці, перенесеному 1923 до Харкова, а з 1926 до Києва.
У цьому театрі Гнат Юра працював до 1961 року як мистецький керівник і режисер, підготувавши близько 100 вистав. За першого періоду Гнат Юра переважно імітував репертуар Молодого театру й спирався на драми Володимира Винниченка та модерні західно-європейські п'єси. Від 1929 перейшов на радянсько-український (І. Микитенко, О. Корнійчук) та російський репертуар. З світової класичної спадщини поставив «Дон Карлоса» Йоганна-Фрідріха Шиллера (1936).
У 1934 році у журналі «За марксо-ленінську критику» (№ 12, 1934 рік) опублікована стаття Гната Юри «Націоналістична естетика Леся Курбаса»
«Націоналізм і фашизм — ось той прапор, під яким Курбас, об'єднавшись з цілою групою українських націоналістів, зокрема з ділянки літератури, починає виступати», — пише Г. Юра у статті, яка через кілька років була пред'явлена табірному начальству на Медвежій горі Олексієм Алєєксєєвим, що стало причиною для заборони вистави, яку Лесь Курбас готував в ув'язненні і його заслання на Соловки".
У розмові з Лесем Танюком Гнат Юра відмовляється від авторства статті, втім, пояснення на диктофон давати відмовляється, обіцяючи виступити з публічною заявою. Така заява так і не з'явилася.
Член ВКП(б) з 1938 року.
Викладав з перервами в Київському театральному інституті (1938—1961).
Помер 18 січня 1966 року. Похований в Києві, на Байковому кладовищі (1 ділянка). Поруч з ним поховані його дружина, акторка Ольга Рубчаківна, і єдиний син, Юрій Юра (1924—2021).

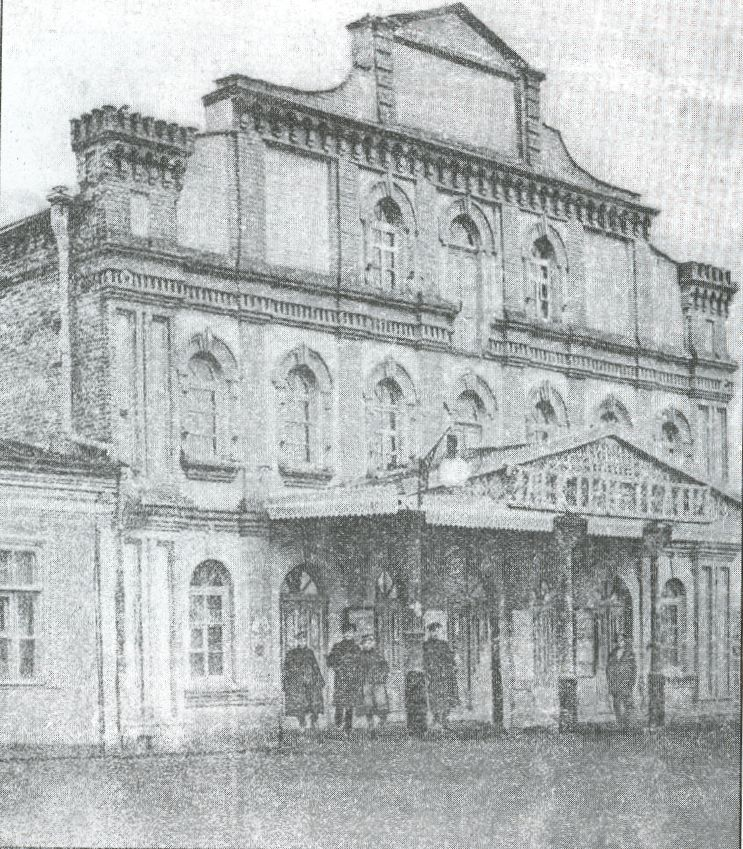
Театр в місті Олександрія (Кіровоградщина), де Гнат Юра грав на початку кар'єри
Пам'ятник Гнату Юрі в ролі Швейка, встановлений перед Театром імені Івана Франка в Києві
Надгробок Гната Юри
Меморіальна дошка в Олександрії (Кіровоградщина)

## Творчість
Як актор залишився найкращим у побутових ролях:
- Терешко, Крамарюк («Суєта», «Житейське море» Івана Карпенка-Карого)
- Копистка («97» Миколи Куліша)

В побутовому плані також виступав у ролях:
- Фіґаро («Весілля Фіґаро» П'єра-Огюстена Бомарше)
- Швейка («Пригоди бравого вояка Швейка» за Ярославом Гашеком)

### Фільмографія
- «Дивний сад» (1935)
- «Прометей» (1936, актор)
- «Кармелюк» (1938, актор)
- «Щорс» (1939, актор)
- «Тарас Шевченко» (1951, актор)
- «Незабутній 1919 рік» (1952, актор)
- «В степах України» (1952, співрежисер)
- «Украдене щастя» (1952, співрежисер)
- «Мартин Боруля» (1953, актор та співрежисер)
- «Сто тисяч» (1958, актор та співрежисер)

## Нагороди та почесні звання
- Нагороджений трьома орденами Леніна (30.06.1951, 10.01.1958 та 1960), двома орденами Трудового Червоного Прапора (1936 та 1948), орденом «Знак Пошани» (1940), а також медалями.
- Двічі лауреат Сталінської премії (1949 та 1951).
- Народний артист СРСР (1940), народний артист УСРР (1930), заслужений артист УСРР (1923).

## Родина
- Зять Івана та Катерини Рубчаків.
- Брат Терентія Юри, Олександра Юра-Юрського, Тетяни Юрівни.

## Пам'ять
| |  |  |
| Портрет Гната Юри на аверсі (ліворуч) ювілейної монети НБУ «100 років Національному театру І.Франка», із cерії «Духовні скарби України» |  |  |

- В 1967 році в Ленінградському районі Києва (нині Святошинський район, Микільська Борщагівка) на честь Гната Юри названа вулиця і станція швидкісного трамвая.
- На вул. Ольгинській, 2/1 в Києві, де в 1944–1966 роках жив артист, в 1969 році встановлено меморіальну дошку (бронза, барельєф; скульптор Ю.Л. Синькевич, архітектор А.А. Сницарев). Також меморіальна дошка встановлена в місті Олександрії на фасаді міського Палацу культури (колишнього театру) міста.
- В селі Підлісне (Федвар), зараз Кропивницького р-ну Кіровоградської обл. встановлений пам'ятник-погруддя.

## Цікавий факт
У Святошинському районі міста Києва вулиця Гната Юри примикає до проспекту Леся Курбаса.